# Kolostoneura
Kolostoneura is een geslacht van zeekomkommers uit de familie Chiridotidae.

## Soorten
- Kolostoneura griffithsi O'Loughlin & VandenSpiegel, 2010
- Kolostoneura novaezealandiae (Dendy & Hindle, 1907)